# تامر عاشور
تامر عاشور (مواليد يوم 2 يناير عام 1984) هو مطرب، وملحن، وكاتب أغاني مصرى. ولد في دمياط. قام بإصدار أكثر من 15 أغنية من 2004 حتى 2008، ومن أشهر هذه الأغاني: «تسلم»، و«افترقنا»، و«كل يوم»، و«مبقاش»، و«نفسى اقولك»، و«أنت اخترت»، و«في ليالي عذابي معاك»، وغيرها من الأغاني التي كانت السبب الرئيسي في شهرة تامر، وجعلته من أهم المطربين الصاعدين في ذلك الوقت، ومن النجوم الذين سيصبح لهم اسم كبير في عالم الغناء في المستقبل.
شهرته الواسعة جعلت شركات الإنتاج تتنافس عليه في ذلك الوقت، وقبل أن يوقع تامر أو ينضم لأى شركة، قام تامر في البداية بإصدار ألبوم «صعب» عام 2006 الذي ضم جميع الأغنيات السنجل التي أصدرها بالإضافة إلى أغنيات أخرى جديدة وحقق الألبوم نجاحًا كبيرًا وهو ما جعل شركات الإنتاج تسعى أكثر وتتنافس في الحصول على توقيع تامر وهو ما حدث فيما بعد حيث إنضم تامر إلى «شركة روتانا» في أواخر عام 2008 التي قامت بإصدار ثاني ألبوماته بعنوان «حد بيحب» الذي حقق نجاحًا لا يتوقعه أحد وكان أكثر الألبومات وقتها مبيعًا وتحميلاً على الإنترنت.
في بداية عام 2011، قام تامر بإصدار ألبومه الثاني مع «شركة روتانا» والثالث في مشواره الفني وهو ألبوم «ليا نظرة» الذي اعتلى قمة مبيعات سوق الكاسيت، أعلى نسبة تحميل على الإنترنت وأعلى نسبة استماع رغم أن تامر لم يقم بتصوير أي أغنية من هذا الألبوم، بعدها التحق تامر في نفس السنة بالخدمة العسكرية ثم انتهى وتعاقد مع شركه «مزيكا» , تمت خطوبة الفنان تامر عاشور على سمر أبو شقة في عام 2012 وهي من خارج الوسط الفني وقد قام بإهدائها أغنية خاصه بها تحت عنوان «بيت كبير» وتزوجا لاحقا في عام 2017 وما لبث أن انتهى من خدمته العسكرية حتى طرح البومة الرابع «عشت معاك حكايات» هذا العام 2014 الذي يضم 10 اغنيات وفي عام 2016 وتحديداً في عيد الحب اصدر أغنية بعنوان «سنين عشناها» من إنتاج شركه «مزيكا» والتي كانت ضمن البوم «خيالي» عام 2017 والذي يتضمن 10 اغاني ومن أشهرها «محظوظ» ورغم انه تم قرصنه هذا الالبوم عبر المواقع الالكترونيه وألا انه نجح نجاح ساحق. ثم عاد بقوة مرة أخرى عام 2019 بألبوم «أيام» حيث لاقا نجاحا كبيرا عبر السوشيال ميديا مما جعله يطلق على أبنته التي رزق بها بنفس العام نفس اسم الألبوم الجديد ومن أشهر أغاني الألبوم أغنية «قولوله سماح» رغم أنه لم يقم بتصويرها ولم يقم إلا بتصوير أغنية واحدة فقط وهي «ده حكاية» وقام بتصوير أغنية «من غير ماحكيلك» بعدها ب5 أشهر. ثم عاد مرة أخرى عام 2022 بألبوم تيجى نتراهن حيث لاقى نجاحا كبيرا وتصدرت اغانيه تريند اليوتيوب ويشمل الالبوم ١١ أغنية وصور منه ٤ كليبات أحنا الدنيا وحنلها وانت بعيد وخلينى في حضنك وخلتنى أحس.

## حياته الشخصية
لم يتحدث تامر عاشور كثيرا عن حياته الشخصية وفضل أن يهتم بعمله أكثر، شقيقه الفنان أسر عاشور والجدير بالذكر أن شقيقه قد ساهم معه في العديد من أعماله وكان أخرها أغنية «متختلفيش» من ألبوم «أيام» وكان قد التحق تامر بالخدمة العسكرية عام 2011 وتزوج من خارج الوسط الفني من سمر أبو شقة في عام 2017 بعدما تم خطبتها في عام 2012 وقد رزق بمولودته الجديدة عام 2019 وأطلق عليها اسم «أيام» نفس اسم الألبوم. ثم تزوج من الإعلامية نانسي نور في 10 أكتوبر 2023.

## ألبومات
- 2006: «صعب»
- 2008: «حد بيحب»
- 2011: «ليا نظرة»
- 2014: «عشت معاك حكايات»
- 2017: «خيالي»
- 2019: «أيام»
- 2022: «تيجي نتراهن»
- 2025: «ياه»

## الأغاني المصورة
- ««كلموها عني» (2007)
- «تسلم» (2008)
- «حد بيحب» (2009)
- «أنا راجع» (2014)
- «عشت معاك حكايات» (2014)
- «ده حكاية» (2019)
- «من غير ماحكيلك» (2019)
- «بقول عادي» (2021)

## وصلات خارجية
- تامر عاشور على موقع IMDb (الإنجليزية)
- تامر عاشور على موقع قاعدة بيانات الأفلام العربية
- تامر عاشور على موقع ميوزك برينز (الإنجليزية)
- تامر عاشور على موقع ديسكوغز (الإنجليزية)